# إيرني واتس
إيرني واتس (بالإنجليزية: Ernie Watts) هو عازف جاز أمريكي، ولد في 23 أكتوبر 1945 في نورفولك في الولايات المتحدة.

## وصلات خارجية
- الموقع الرسمي
- إيرني واتس على موقع IMDb (الإنجليزية)
- إيرني واتس على موقع ميوزك برينز (الإنجليزية)
- إيرني واتس على موقع أول ميوزيك (الإنجليزية)
- إيرني واتس على موقع ديسكوغز (الإنجليزية)
- إيرني واتس على موقع قاعدة بيانات الفيلم (الإنجليزية)